# Wiesław Jażdżyński
Wiesław Stefan Jażdżyński (ur. 9 września 1920 w Kielcach, zm. 26 lipca 1998 w Łodzi) – polski prozaik.

## Życiorys
Syn Stefana Jażdżyńskiego. Absolwent Gimnazjum i Liceum im. Stefana Żeromskiego w Kielcach. Ukończył socjologię na Uniwersytecie Łódzkim. W latach 1943–1945 działał w tajnym nauczaniu. Debiutował w 1944 na łamach konspiracyjnej prasy jako poeta. W latach 1945–1954 był redaktorem tygodnika „Wieś”. Od 1968 należał do PZPR. W latach 1970–1974 pełnił funkcję dyrektora i redaktora naczelnego Wydawnictwa Łódzkiego. W latach 1974–1977 był redaktorem Łódzkiej Rozgłośni Polskiego Radia, natomiast w latach 1978–1984 zastępcą kierownika rozgłośni.
Dzięki napisanemu przez niego w 1965 Reportażowi z pustego pola przywrócono pamięć o istnieniu w Łodzi obozu dla polskich dzieci.
Odznaczony został m.in.: Krzyżem Kawalerskim Orderu Odrodzenia Polski, Złotym Krzyżem Zasługi, Medalem 30-lecia Polski Ludowej, Medalem 40-lecia Polski Ludowej Medalem „Za zasługi dla obronności kraju”, Medalem Komisji Edukacji Narodowej, odznaką Zasłużony Działacz Kultury.

## Twórczość
- Dyplom
- Nauczyciele na wsi
- W powiatowej Polsce
- Okolice starszego kolegi
- Umarli nie składają zeznań
- Nie ma powrotu
- Reportaż z pustego pola (1965; o obozie przy ul. Przemysłowej w Łodzi)
- Świętokrzyski polonez
- Między prawdą a chlebem
- Sprawa
- Pomnik bez cokołu
- W ostatniej godzinie
- Czuwajcie w letnie noce
- Ściśle tajne
- Pojednanie
- Koniec sezonu
- Między brzegami
- Daleko od prawdy
- Gdy pęka nić
- Ogrody naszych matek
- Prawdy ze świata kłamstw
- „Adara” nie odpowiada
- Pokolenia czas pochłonie
- Kolonia wszystkich świętych